# 中山定宗
中山 定宗 （なかやま さだむね）は、鎌倉時代後期から室町時代にかけての公卿。参議・中山家親の子。官位は従二位・権中納言。中山家6代。

## 経歴
後醍醐朝の元亨2年（1322年）叙爵。侍従、左近衛少将、右近衛少将、近江介、右近衛中将、蔵人頭を経て、貞和5年（1349年）参議に任ぜられ、公卿に列する。文和5年（1356年）に参議を辞した後は、延文5年（1360年） 正三位、貞治3年（1364年） 従二位、貞治6年（1367年） 権中納言に昇進し、翌応安元年（1368年）権中納言を辞する。応安4年（1371年）薨去、享年55。

## 官歴
『公卿補任』による
- 元亨2年（1322年） 正月5日：叙爵（従五位下）
- 正中元年（1324年） 12月某日：侍従
- 嘉暦2年（1327年） 3月24日：従五位上
- 嘉暦4年（1329年） 8月4日：正五位下
- 元徳2年（1330年） 7月17日：左近衛少将
- 元弘4年（1334年） 正月5日：従四位下
- 暦応元年（1338年） 9月29日：還任左少将。9月30日：右近衛少将。11月13日：兼近江介。11月18日：従四位上
- 暦応2年（1339年） 8月12日：転右近衛中将
- 暦応4年（1341年） 正月6日：正四位下
- 暦応5年（1342年） ：去近江介
- 貞和4年（1348年） 10月7日：補蔵人頭
- 貞和5年（1349年） 9月13日：参議
- 貞和6年（1350年） 正月5日：従三位
- 観応元年（1350年） 3月29日：兼讃岐権守
- 文和5年（1356年） 正月28日：辞参議
- 延文5年（1360年） 4月17日：正三位
- 貞治3年（1364年） 3月6日：従二位
- 貞治6年（1367年） 6月29日：権中納言
- 応安元年（1368年） 2月21日：辞権中納言
- 応安4年（1371年） 3月15日：薨去、享年55

## 系譜
- 父：中山家親
- 母：不詳
- 生母不明の子女
  - 男子：中山親雅[2][1]